# Tredje intendenturkompaniet
Tredje intendenturkompaniet (Int 3) var ett intendenturförband inom svenska armén som verkade i olika former åren 1915–1950. Förbandsledningen var förlagd i Bodens garnison i Boden.

## Historia
Den 1 november 1912 förlades en Intendenturskolan till Arméns Intendenturförråd i Boden (AIB). Genom 1914 års härordning blev Intendenturtrupperna ett självständigt truppslag bestående av fyra kompanier, däribland ett intendenturkompani i Boden, vilket den 14 oktober 1914 tilldelades namnet Intendenturkompaniet i Boden.
Genom 1925 års härordning utgick ett kompani, samt att de kvarvarande kompanierna numrerades. Intendenturkompaniet i Boden tilldelades namnet Tredje intendenturkompaniet. Genom försvarsbeslutet 1948 upplöstes både intendenturtrupperna och tygtrupperna som truppslag, och verksamheten uppgick i trängtrupperna. Tredje intendenturkompaniet upplöstes den 31 december 1950, och kompaniet uppgick i Norrlands trängregemente (T 3).

## Verksamhet
Tredje intendenturkompaniet svarade för förplägnadstjänst, drivmedelstjänst samt intendenturmaterieltjänst.

## Förläggningar och övningsplatser

### Förläggning
I samband med att Intendenturskolan bildades 1912, förlades skolan till ett nyuppfört kasernområde vid Intendenturvägen i Boden. Intendenturtruppernas förläggning i Boden blev truppslagets största, och omfattade bageri, magasin för mjöl, bröd, havre, hö samt persedlar. Till kasernområdet tillkom senare även en kvarn, ett brödsädesmagasin och ett slakteri. Efter att kompaniet upplöstes 1950, kom dess kasernområde att åren 1951–1952 att husera staben för Bodens försvarsområde (Fo 63).

## Heraldik och traditioner
Tredje intendenturkompaniet blev aldrig tilldelade någon egen fana eller standar. Utan bar en svensk tvärskurenfana med kravatt. Fanan var tillverkad i siden. Vitmålad stång på vilken fanduken är fastspikad utan omrullning. Spetsen försedd med Gustav V:s namnchiffer. Fanan tillsammans med kompaniets traditioner överfördes vid avvecklingen till Norrlands trängregemente (T 3).

## Förbandschefer
Kompanichefer vid Tredje intendenturkompaniet åren 1915–1950.

- 1915–1917: Carl Fredrik Grönvall
- 1917–1917: Vakant
- 1918–1919: Per Hampus Torsten Arnell
- 1919–1921: Georg Sixten Mauritz Söderhielm
- 1921–1923: Tore Wilhelm Johnsson
- 1923–1926: Gustaf Magnus Schwartz
- 1926–1930: David Einar Perfect
- 1930–1933: Georg Willgott Lundberg
- 1934–1936: Carl Harry Paterson
- 1936–1939: Karl Bertil Vide
- 1939–1942: Stig Wilén
- 1942–1945: Erik Folke Karlfeldt
- 1945–1946: Johan Eric Olof Törnquist
- 1946–1949: Lennart Filip Fredén
- 1949–1950: Sixten Albert Valdemar Thornell

## Namn, beteckning och förläggningsort
| Intendenturskolan vid AIB    | 1912-11-01 | – | 1915-10-28 |
| Intendenturkompaniet i Boden | 1915-10-29 | – | 1927-12-31 |
| Tredje intendenturkompaniet  | 1928-01-01 | – | 1950-12-31 |

| Int 3 | 1915-10-29 | – | 1950-12-31 |

| Bodens garnison (F) | 1915-10-29 | – | 1950-12-31 |

## Galleri

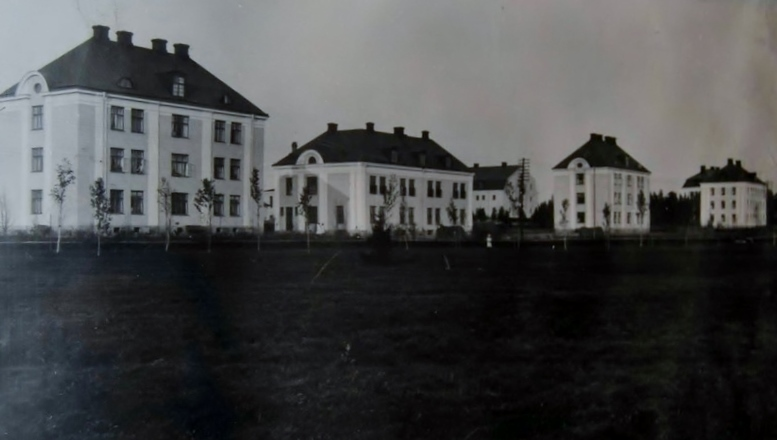
Tredje intendenturkompaniets kaserner vid Intendenturvägen i Boden
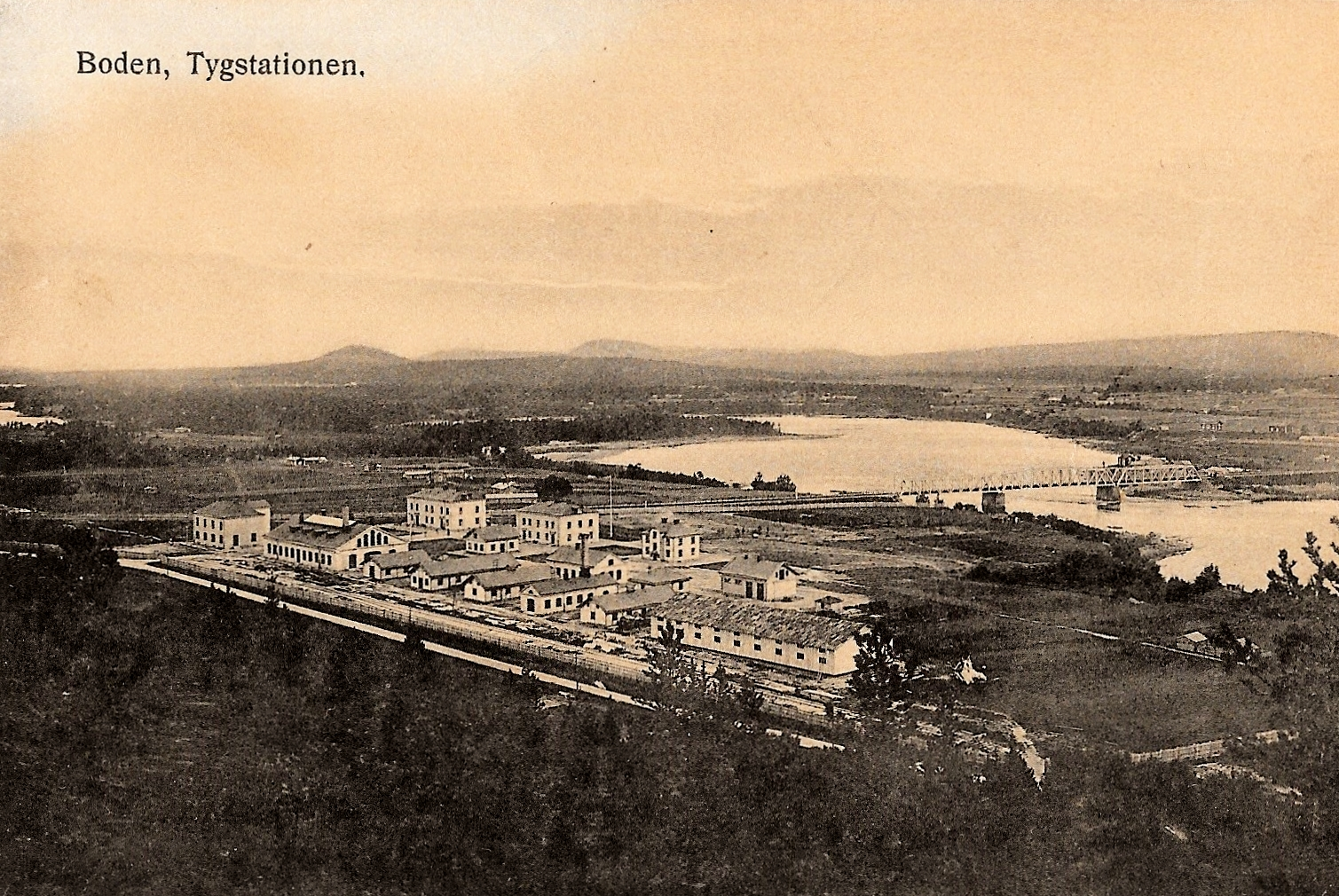
Arméns intendenturförråd vid Sveafältet i Boden
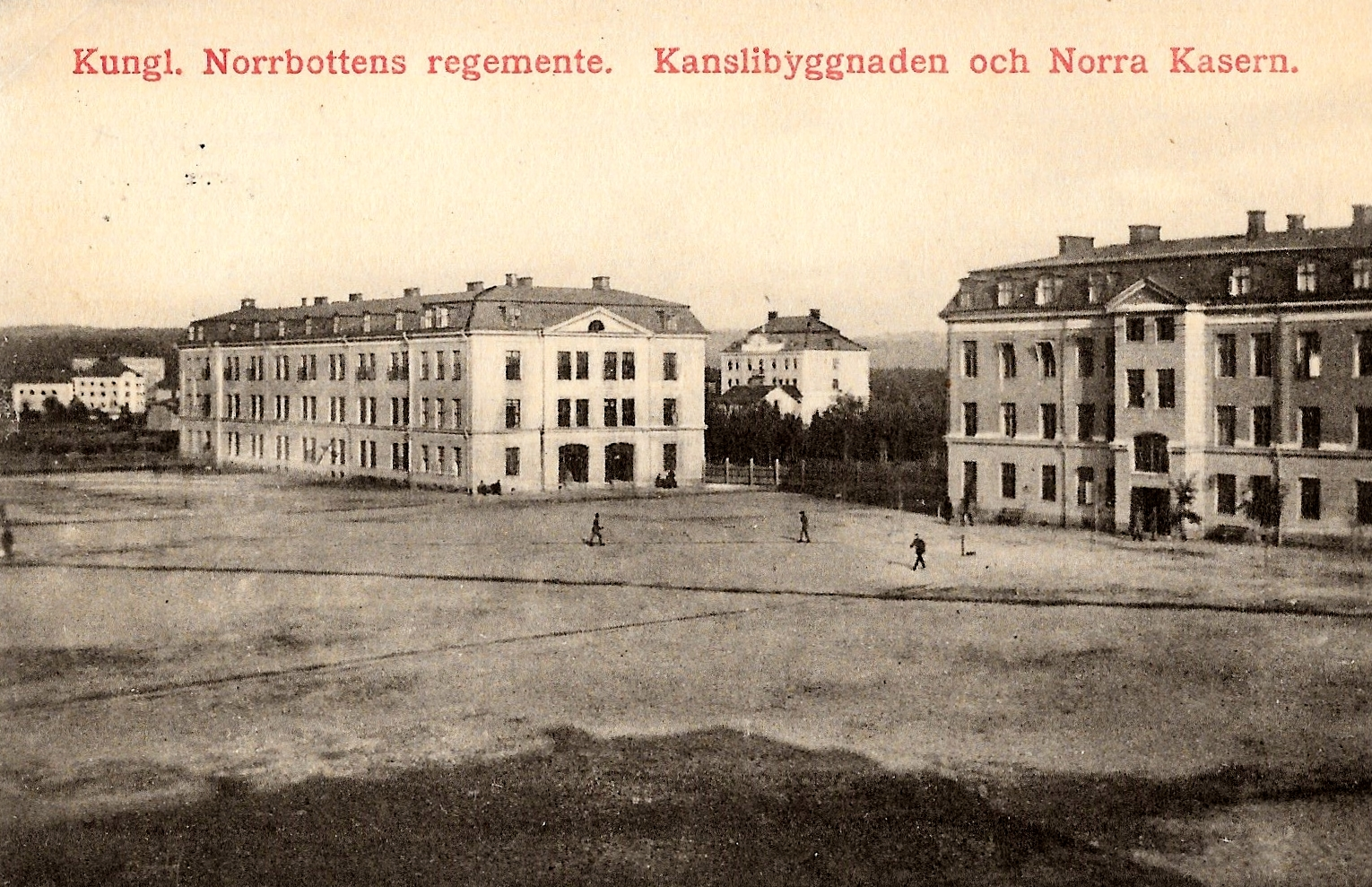
I bakgrunden mellan Norra kasernen och kanslihuset vid Norrbottens regemente syns Kommendantbyggnaden. Till vänster om Norra kasernen skymtas intendenturkasernerna.